# Poltys furcifer
Poltys furcifer är en spindelart som beskrevs av Simon 1881. Poltys furcifer ingår i släktet Poltys och familjen hjulspindlar. Inga underarter finns listade i Catalogue of Life.